# 台湾浅滩
22°53.18′N 118°39.42′E / 22.88633°N 118.65700°E
台湾浅滩，又名臺灣堆、臺灣滩或臺灣淺堆，是臺灣海峽南部海床的一群淺丘，位於澎湖七美西南方約30海里（55.6公里），相當於海峡中线南端，西接福建漳浦沿海区的莱屿列岛和广东的南澎列岛。此區水深多介於8至40公尺，部分地勢較高的區域在低潮時會露出海面，擁有豐富的生態資源，也是重要的漁場，澎湖漁民稱為南淺漁場。
台湾浅滩是一种陆架区的残留沉积。海峡区曾是凹谷地貌，上新世以来不断容纳来自两边陆源的泥沙。全新世海平面上升，海底砂残留成为浅滩。此區沉積物為末次冰期時中國東南部河流在此區堆積的三角洲；海床底質以粗顆粒沉積物的石英為主。

## 形成过程
黑潮和台风大浪对海底砂起着向北推移的作用，古火山岩层和海滩岩阻挡着并消耗强大的海浪和海流的冲刷力，虽然海底砂处于不断运动的状态，却不会被搬运到很远的弱流区。另外在向南运动的海流以及强劲的东北风浪的作共同作用下，浅滩区海底砂则向南搬运。南北两股强大的水动力相向作用海底砂富集，达成平衡和相对稳定，丰富砂源最终沉积形成沙波和沙丘地貌。

## 资源争议
台湾浅滩有着丰富的建材矿砂资源。由于中华人民共和国政府对内陆河川、近海采砂的禁令，近年来多有中国大陆抽砂船来此采集矿砂。

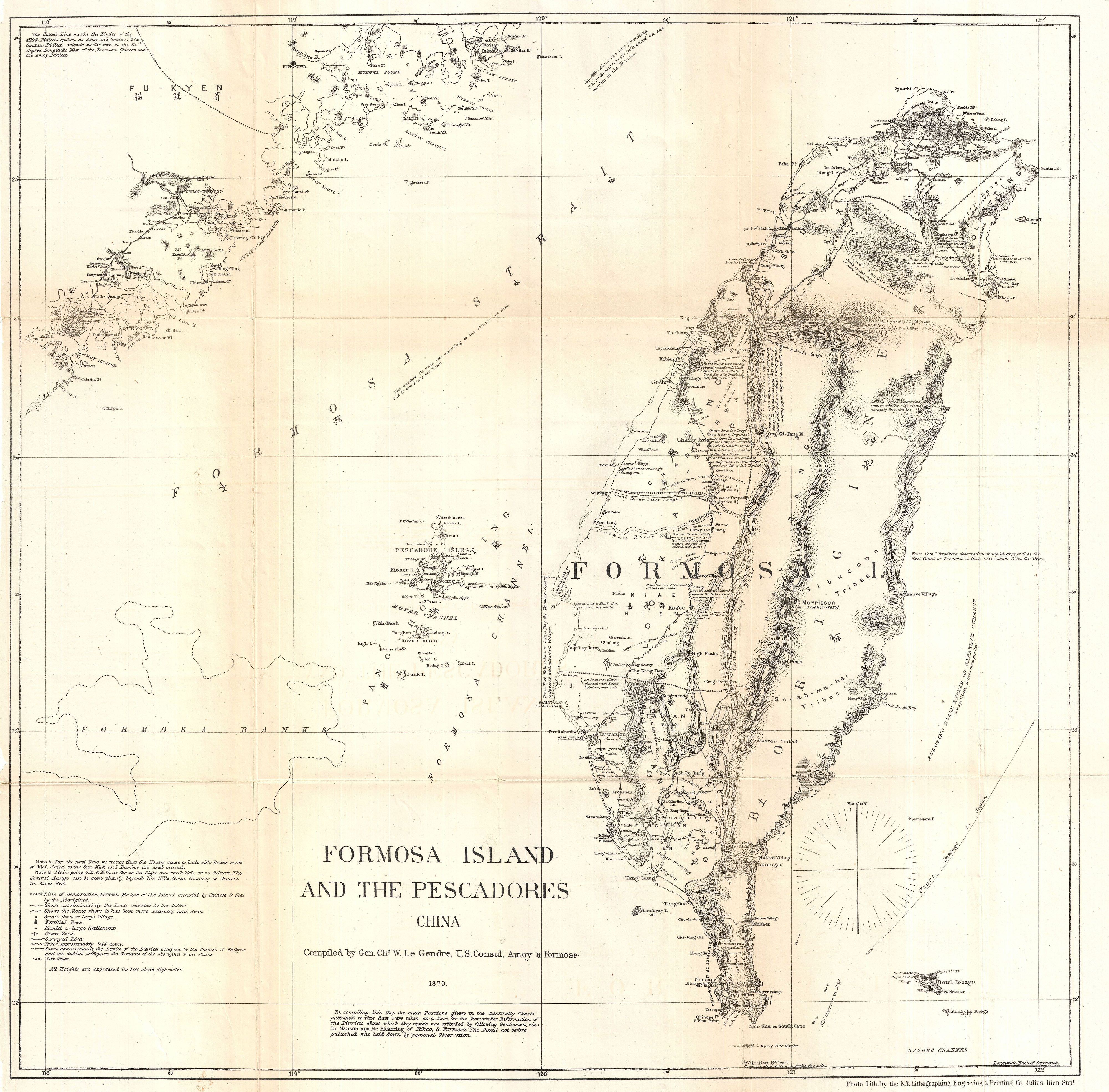
1870年描繪臺灣周圍的地圖，臺灣灘被標記為「Formosa Banks」